# 9 Gates For Bipolar
『9 Gates For Bipolar』（ナイン・ゲイツ・フォー・バイポーラ）は日本のロック・バンド、オブリヴィオン・ダストの6枚目のスタジオ・アルバム。
2012年4月11日にNAYUTAWAVE RECORDSから発売。

## 解説
5th『OBLIVION DUST』から3年3か月ぶり、レコードレーベル移籍後のオリジナル・アルバム。
各楽曲のサブタイトルに（Gate-）がつけられているが、この理由はレコードレーベルの商品紹介ページによると、1曲目の「Gateway」を起点とし、他の9曲それぞれの独立した世界（Gate）へ繋ぐ構成のため、1曲目→2曲目→1曲目→3曲目→1曲目→4曲目…という聴き方が出来る構成になっている。

## 収録曲
全作詞・作曲（4.7.8）：KEN LLOYD　作曲：K.A.Z（1.2.3.5.9）RIKIJI（6.10）
1. Gateway（3:05）[1]
2. Tune (Gate-1)（4:05）[1]
3. Sail Away feat.土屋アンナ(Gate-2)（5:28）[1]
4. Syndrome (Gate-3)（4:21）[1]
5. All I Need (Gate-4)（4:55）[1]
6. Devil's Game (Gate-5)（4:13）[1]
7. Ghost That Bleeds (Gate-6)（4:08）[1]
8. In My Rainy Field (Gate-7)（4:46）[1]
9. Sink The God (Gate-8)（3:32）[1]
10. Baby, It's All Good (Gate-9)（5:35）[1]